# Sirens and Sailors
Sirens and Sailors is een Amerikaanse metalcoreband afkomstig uit Rochester, New York.

## Biografie
De band werd opgericht in 2005 onder de naam The Sirens & The Sailors en is geboren uit de overblijfselen van de band Renouf en bestond in het begin enkel uit gitarist Kevin Mahle en drummer Josh Deni. Een maand later sloot gitarist Todd Golder zich bij hen aan. Zij kenden elkaar omdat zij alle drie naar de Churchville-Chili High School gingen en hadden ook al meermaals het podium met elkaar gedeeld, voordat zij Sirens and Sailors oprichtten. In 2007 bracht de band haar zelf-getitelde debuut-ep uit. Deze ep werd pas in 2010 ook digitaal uitgebracht. De opnames deden zij volledig zelfstandig, de mix en master werden gedaan bij Red Booth Recordings door Brian Moore. In de daaropvolgende jaren toerde de band veelvuldig door het noordoosten van de Verenigde Staten.
Op 13 november 2010 bracht de band volledig zelfstandig  Still Breathing uit. Ter promotie toerde de band in de daaropvolgende maanden onder meer in het voorprogramma van My Ticket Home, Affiance en Though She Wrote. Op 29 mei 2012 bracht de band via Tragic Hero Records de ep Wasteland uit. Zij toerden hierna met support van Everyone Dies in Utah en Myka voor hun The Wasteland at Sea toer. 
Begin 2013 stond de band in het voorprogramma van de afscheidstournee van The Air I Breathe, naast bands als For All I Am, Famous Last Words, en This Romantic Tragedy. Op 25 mei verzorgde zanger Kyle Bihrle live gast-vocalen voor het nummer So This Is My Future van Ice Nine Kills in de Water Street Music Hall. Op 7 september 2013 stond de band op het IMATTER festival naast bands als August Burns Red, The Color Morale, en Fit For a King.
Op 20 juni 2013 begon de band in de Atrium Audio studio in Lancaster aan de opnames van hun eerste album voor Artery Recordings en Razor & Tie. De band kondigde aan op 1 november een releaseparty in Rochester te geven voor hun nieuwe album, dat Skeletons zou gaan heten. Onder meer Famous Last Words en ERRA traden in het voorprogramma op. Ook stonden ze dat jaar in het voorprogramma van onder meer This or the Apocalypse en I, the Breather.
Op 8 februari 2015 maakte de band via Facebook bekend te werken aan een nieuw album, dat uiteindelijk op 7 augustus van datzelfde jaar zou verschijnen. Op diezelfde dag bracht de band ook een muziekvideo uit voor de titeltrack Rising Moon:Setting Sun. Een week later volgden meerdere audio video's van het album.
Op 22 augustus 2019 bracht de band met de single I'm Not Sorry voor het eerst nieuwe muziek uit in vier jaar tijd.

## Bezetting
| Huidige leden - Kyle Bihrle - leidende vocalen (2005–heden) - Todd Golder - slaggitaar, schone vocalen (2005–heden) - Jimm Lindsley - leidende gitaar (2008–heden) - Doug Court - drums, percussie (2008–heden) - Steve Goupil - bas, achtergrondvocalen (2012–heden), schone vocalen (2019–heden) | Voormalige leden - Josh Deni - drums (2005–2008) - Kevin Mahle - leidende gitaar (2005–2008) - Jon Turner - bas (2005–2011) - Nick Lord - bas (2011–2012) - Brian Woodruff - gitaar (2007–2008) |

Tijdlijn

## Discografie
Studioalbums
- 2010 - Still Breathing
- 2013 - Skeletons
- 2015 - Rising Moon: Setting Sun

Ep's
- 2007/2010 - Sirens & Sailors
- 2012 - Wasteland